# Johnny Hart
Johnny Hart (18 de febrero de 1931 - 7 de abril de 2007) fue un historietista estadounidense, reconocido por ser el creador de las tiras de prensa B.C. y cocreador de The Wizard of Id. Hart obtuvo varios galardones, incluyendo el Adamson sueco, y cinco de la National Cartoonists Society. En sus últimos años, provocó polémica por incorporar abiertamente temas y mensajes cristianos en las tiras.

## Premios
Con el lanzamiento de The Wizard of Id en 1964, Hart llegó a ser uno de los cuatro historietistas que tenía dos tiras apareciendo en más de 1000 periódicos cada una. Ganó numerosos premios por su trabajo, incluyendo el Premio Reuben de la National Cartoonists Society por B.C. en 1968 y The Wizard of Id en 1984.
- 1967 - BC - Mejor tira cómica

National Cartoonists Society Newspaper Comic Strip (Humor) Award for B.C.
- 1968 - BC - Reuben Award - Historietista destacado del año

National Cartoonists Society
- 1970 - BC - The Yellow Kid Award - Mejor Autor de Tiras Cómicas del año

The International Congress of Comics - Lucca, Italia. Esta fue la primera vez que se entregaba a un humorista gráfico estadounidense.
- 1971 - BC - Best Cartoonist of the Year - Francia

- 1971 - Wizard of Id - Mejor tira cómica - Brant Parker

National Cartoonists Society
- 1972 - NASA Public Service Award

Por sus relevantes contribuciones a la NASA
- 1973 - Mejor presentación animada

The National Cartoonist Society 
“B.C. The First Thanksgiving”
- 1974 - Silver Bell Award - Mejor anuncio televisivo animado

The Advertising Council
"B.C. Tickets for ACTION" 
- 1974 - Golden Spike Award - Mejor anuncio televisivo animado

The International Society of Radio and Television Broadcasters
"B.C. ‘A’ We’re the ACTION Corps"
- 1976 - BC - Adamson Award (“The Sam” Adamson Award) - Mejor autor internacional de tiras de prensa

The Swedish Academy of Comic Art
- 1976 - Wizard of Id - Mejor tira cómica - Brant Parker

The National Cartoonist Society
- 1980 - Wizard of Id - Mejor tira cómica - Brant Parker

The National Cartoonist Society
- 1981 - BC - The Elzie Segar Award - Contribución destacada a la profesión de humorista gráfico

King Features Syndicate
- 1982 - Golden Sheaf Award - Categoría humana espontánea

The Yorkton Short Film and Video Festival - Canada	
"B.C. A Special Christmas"
- 1982 - BC - Premio especial del jurado

The Yorkton Short Film and Video Festival - Canada
"B.C. A Special Christmas"
- 1982 - Wizard of Id - Mejor tira cómica - Brant Parker

The National Cartoonist Society
- 1983 - Wizard of Id - Mejor tira cómica - Brant Parker

The National Cartoonist Society
- 1984 - Wizard of Id - Reuben Award - Historietista destacado del año - Brant Parker

The National Cartoonist Society
- 1985 - Wizard of Id - "The Sam" Adamson Award - Mejor autor internacional de tiras de prensa - Brant Parker

The Swedish Academy of Comic Art
- 1986 - BC - Katie Award - Mejor portada de revista - "D Magazine"

The Press Club of Dallas
- 1986 - Wizard of Id - The Elzie Segar Award - Contribución destacada a la profesión de humorista gráfico - Brant Parker

King Features Syndicate
- 1988 - BC - Telly Award - Mejor anuncio televisivo - Animación

"Less filling" - Monroe Shocks
- 1989 - BC - Mejor tira de prensa

National Cartoonist Society
- 1992 - BC - Max and Moritz Award - Mejor tira de prensa

The Comic Salon - Erlangen, Germany
- 1995 - BC - Wilbur Award - Editorial Cartoon / Comic Strip Category

The Religious Public Relations Council Inc - Dallas
Easter 1995 cartoon